# Onychium siliculosum
Onychium siliculosum là một loài thực vật có mạch trong họ Adiantaceae. Loài này được (Desv.) C. Chr. miêu tả khoa học đầu tiên năm 1906.